# Alexandre Fayollat
Alexandre Jules Fayollat (ur. 6 marca 1889 w Grenoble, zm. 12 kwietnia 1957 w Paryżu) – francuski lekkoatleta (długodystansowiec), olimpijczyk z 1908.
Wystąpił na igrzyskach olimpijskich w 1908 w Londynie w biegu na 3 mile drużynowo. Konkurencja ta była rozgrywana według następujących reguł: w każdym z biegów brało udział po pięciu reprezentantów każdego z krajów. Pierwsi trzej zawodnicy z każdej reprezentacji byli zawodnikami punktowanymi, na zasadzie pierwsze miejsce = jeden punkt. Drużyna z najmniejszą liczbą punktów wygrywała. W drużynie Francji wystąpili również Louis Bonniot de Fleurac, Joseph Dréher, Paul Lizandier i Jean Bouin. Zespół Francji zakwalifikował się do biegu finałowego, w którym Fayollat i Bouin nie wystąpili.
Fayollat był mistrzem Francji w biegu na 5000 metrów i wicemistrzem w biegu przełajowym w 1908.
Rekordy życiowe Fayollata:
| Konkurencja           | Data i miejsce               | Wynik   |
| --------------------- | ---------------------------- | ------- |
| bieg na 1500 metrów   | 23 maja 1909, Paryż          | 4:14,0  |
| bieg na 5000 metrów   | 25 kwietnia 1909, Paryż      | 15:53,0 |
| bieg na 10 000 metrów | 11 października 1908, Vanves | 33:05,0 |